# العراب - تحت الحزام (مسلسل)
العرّاب - تحت الحزام مسلسل سوري مقتبس من رواية ماريو بوزو الشهيرة العراب' وهي الجزء الثاني لمسلسل العراب - نادي الشرق 
عرض على شاشة تلفزيون أبوظبي في رمضان 2016 .

## قصة الجزء الثاني
يشهد «تحت الحزام» رحيل أهم شخصية في الجزء الأول «أبوعليا» والتي جسدها الفنان جمال سليمان.وسينبش في عالم الفساد والصراع عبر الوسائل المشروعة وغير المشروعة. «الصراع سينتقل إلى جيل جديد، هو جيل الشباب الذي سيرث كل شيء عن جيل سابق، وبالتالي، سيكون الصراع مفتوحا». الجزء الثاني حافظ على اغلب شخصيات الجزء الأول باستثناء أبوعليا بالإضافة لشخصيات جديدة.

## الممثلون

### أبطال الجزء الأول
- منى واصف
- سمر سامي
- حاتم علي
- علي كريم
- سلمى المصري
- ثراء دبسي
- سميرة بارودي
- باسم ياخور
- رافي وهبي
- جلال شموط
- وائل زيدان
- باسل خياط
- أمل بوشوشة
- أندريه سكاف
- علاء الزعبي
- دانا مارديني
- حازم زيدان
- جفرا يونس
- دارين حمزة
- غابرييل مالكي
- ريم نصر الدين

### الشخصيات الجديدة
- جيني اسبر
- ديمة الجندي
- سليم صبري
- خالد القيش
- معتصم النهار
- أيمن بهنسي
- ماريا رحماني